# Havanezer
De havanezer (naar Havana) is een gezelschapshond die behoort tot de bichonfamilie en oorspronkelijk afkomstig is van het eiland Cuba.

## Uiterlijk
De ideale schouderhoogte van de havanezer ligt tussen de 23 en 27 centimeter, iets kleiner of groter (21 tot 29 cm) kan in uitzonderlijke gevallen getolereerd worden. De vacht is langharig, meestal zonder ondervacht. Vrijwel alle kleuren zijn toegestaan. De zachte vacht vraagt zeer regelmatig verzorging. De haren zijn vrij teer, waardoor het gebruik van een grove kam te prefereren is boven een borstel.

## Aard
Het is een aanhankelijk, vrolijk en zachtaardig hondje, zeer leergierig en intelligent. Hij houdt van spelletjes en van gezelligheid. Hij is makkelijk in de omgang met andere huisdieren, ook katten en hij verdraagt kinderen prima, mits hij niet geplaagd wordt. Het is een gevoelig hondje, dat zich terug zal trekken als er met stemverheffing tegen hem opgetreden wordt. Door hun gedrag tegenover mensen zijn het uiterst incompetente waakhonden.
Havanezers zijn erg op menselijk gezelschap gesteld, waardoor ze ongeschikt zijn voor eigenaren die vaak hele dagen afwezig zijn. Een paar uur alleen gelaten worden is ze echter prima aan te leren.
Maar natuurlijk kan dit ook verschillen per Havanezer.

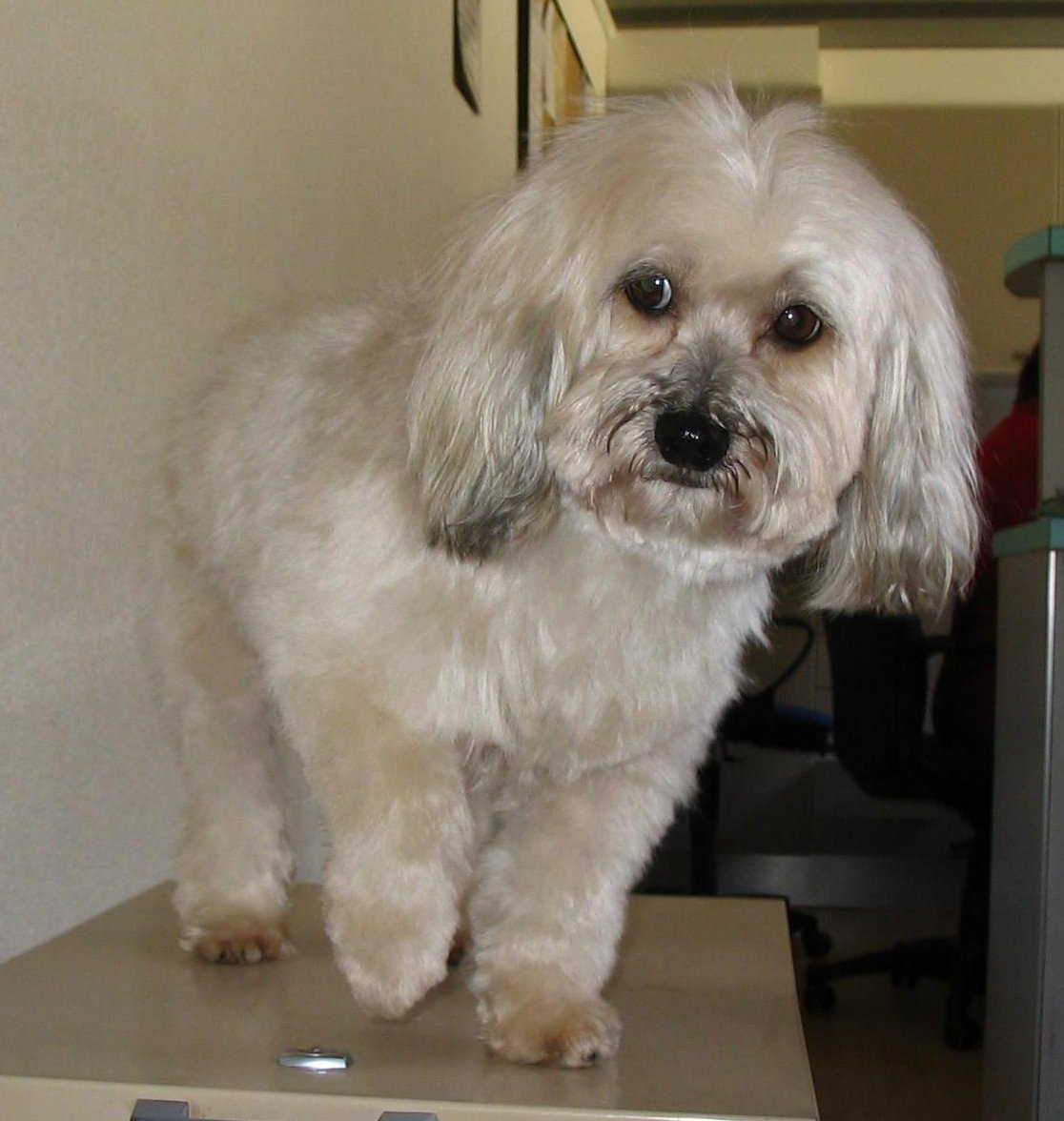
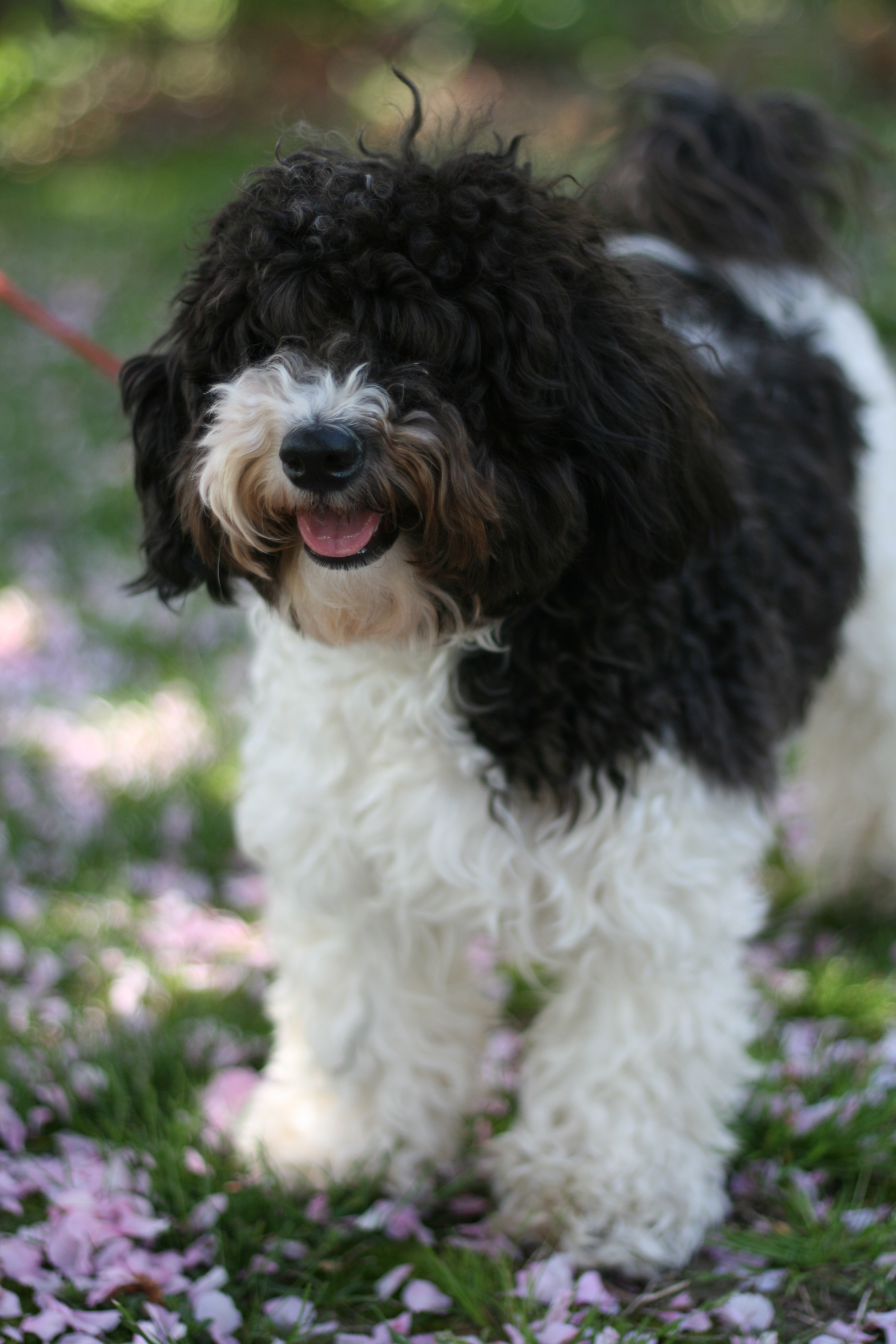